# Timberwood Park
Timberwood Park è un census-designated place degli Stati Uniti d'America, situato nella contea di Bexar dello Stato del Texas.